# Taza (arte)

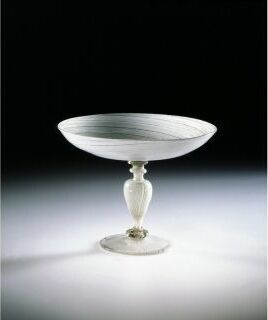
Taza de vidrio veneciano, hacia 1550-1600 (Museo de Victoria y Alberto, Londres).

En arte, una  taza (del italiano, tazza, plural tazze) es una pieza de vajilla ancha y poco profunda, similar a un plato, ya sea montada sobre un pie o no. La palabra ha sido generalmente adoptada por arqueólogos y eruditos para este tipo de piezas, usadas para beber, servir pequeños alimentos o simplemente para ser exhibidas. Las tazze se fabrican con mayor frecuencia en metal, vidrio o cerámica, pero también pueden confeccionarse con otros materiales.

## Etimología
La etimología de la palabra taza proviene del árabe, y hace referencia a una palangana o jofaina. Aunque el significado más común de la palabra taza hace referencia a un pequeño recipiente con un asa para servir bebidas calientes como el café, también se utiliza para designar ciertas piezas artísticas destinadas a presentar alimentos, como la famosa taza Farnesio. La forma y el nombre a veces designan objetos esculpidos muy grandes, especialmente los que se usan como fuentes.

## Ejemplos

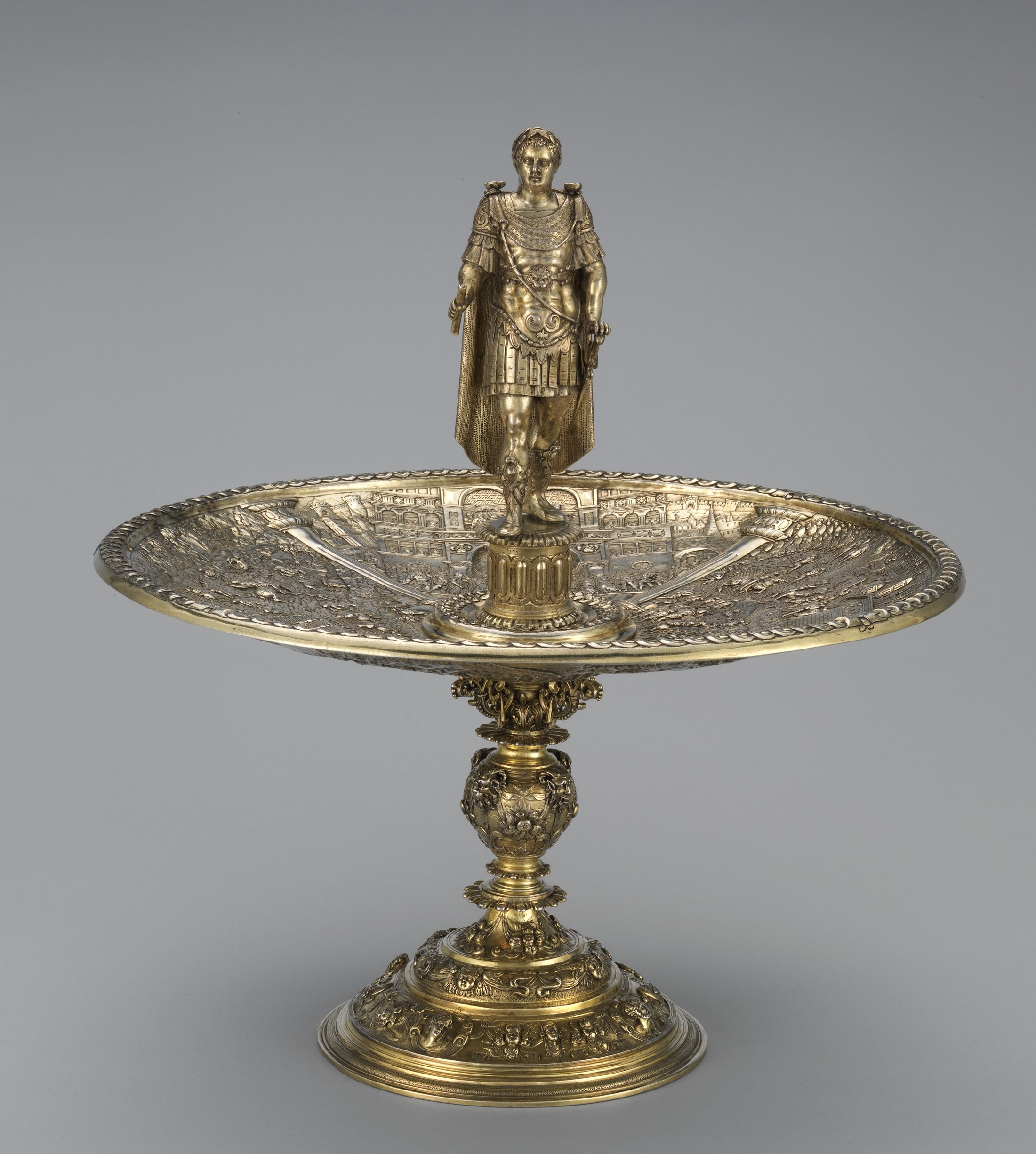
Una de las tazas Aldobrandini, con la efigie del emperador romano Vitelio (Museo Metropolitano de Arte de Nueva York).

- La taza Farnesio, un camafeo del siglo II a. C. del período helenístico de Egipto, elaborada en un ónice (ágata) de cuatro capas. Se exhibe en el Museo Arqueológico Nacional de Nápoles (Inv. MANN 27611) y tiene un diámetro de 20 cm.[4]
- La colosal tazza conservada en la Biblioteca Linda Hall de Kansas City (Misuri), una de las piezas de malaquita más grandes de América del Norte. Fue regalada por el zar Nicolás II de Rusia a August Heckscher en 1910, y donada a la Biblioteca Linda Hall en 1972 por Helen Spencer. La taza destaca como el punto focal en el centro de la sala principal de lectura de la biblioteca.[5]
- Las tazas Aldobrandini, una serie de dieciséis piezas renacentistas de orfebrería con imágenes de emperadores romanos, actualmente conservadas en distintas colecciones de todo el mundo.[6][7]
- El Museo Nacional Etrusco de Roma conserva una amplia colección de estas tazas.[8]